# William Nathan Harrell Smith
William Nathan Harrell Smith (* 24. September 1812 in Murfreesboro, Hertford County, North Carolina; † 14. November 1889 in Raleigh, North Carolina) war ein US-amerikanischer Jurist und Politiker (Demokratische Partei), der den Bundesstaat North Carolina im US-Repräsentantenhaus und im Konföderiertenkongress vertrat.
Nach dem Schulbesuch in seiner Heimatstadt sowie in Kingston (Rhode Island), Colchester und East Lyme (Connecticut) studierte Smith in Yale. Dort machte er 1834 seinen Abschluss und graduierte 1836 an der Law School der Hochschule. Die Aufnahme in die Anwaltskammer schloss sich an, woraufhin er in Murfreesboro zu praktizieren begann. Auf lokaler Ebene bekleidete Smith mehrere Ämter, ehe er 1840 ins Repräsentantenhaus von North Carolina gewählt wurde; weitere Amtsperioden absolvierte er dort 1858, 1865 und 1866. Im Jahr 1848 war er Staatssenator. Überdies fungierte er acht Jahre als Solicitor des ersten Gerichtsdistriktes von North Carolina.
Am 4. März 1859 zog er ins US-Repräsentantenhaus ein, wo er bis zum 3. März 1861 die Opposition Party vertrat; diese war von ehemaligen Mitgliedern der zerfallenen Whig Party gegründet worden. Er stellte sich zur Wahl als Speaker of the House, unterlag jedoch mit einer Stimme Unterschied. Nach Beginn des Bürgerkrieges wurde Smith in den Provisorischen Konföderiertenkongress berufen sowie im Anschluss ins Repräsentantenhaus des ersten und zweiten Konföderiertenkongresses gewählt.
Nach Kriegsende war er Mitglied der Demokratischen Partei und nahm 1868 an der Democratic National Convention teil. Er vertrat die Interessen von North Carolinas Gouverneur William Woods Holden in dessen Impeachment-Verfahren, das allerdings mit der Amtsenthebung Holdens endete. Von 1878 bis 1889 war Smith oberster Richter am North Carolina Supreme Court.